# 公共图书馆

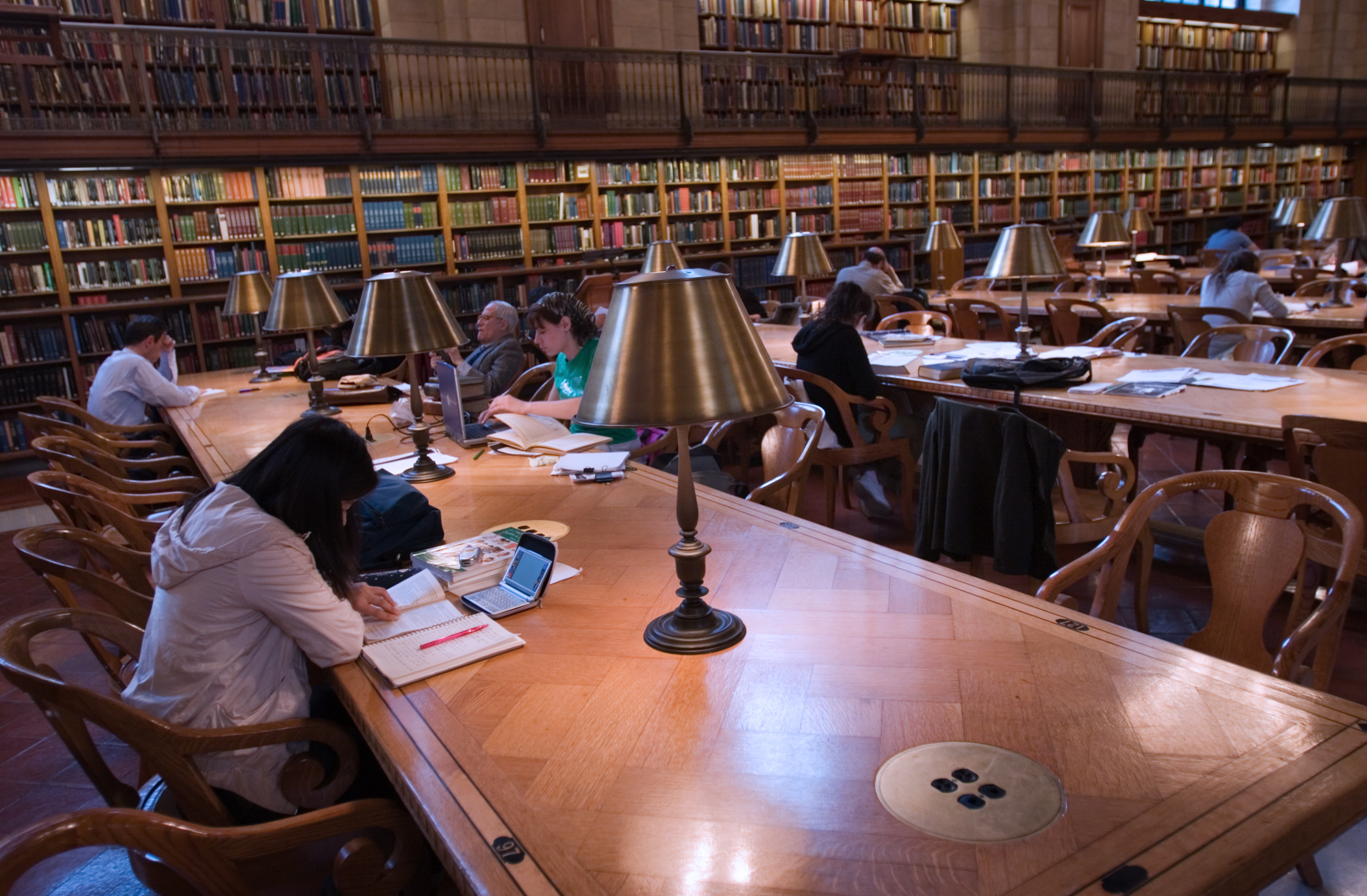
讀者在紐約市公共圖書館內閱讀及溫習

公共图书馆是为公众服务的图书馆，一般由政府税收来支持，并由公职人员来运作。与专业或学术图书馆不同，公共图书馆的服务对象可以针对兒童到成人，即所有的普通居民。提供非专业的图书（包括通俗读物、期刊杂志和参考书籍）、公共信息、互联网的连接、影碟租借及图书馆教育。這類的圖書館也會收集與當地地方特色有關的書籍和資訊，并提供社区活动的场所和空间。
公共圖書館主要有五項特色：首先公共圖書館的營運多數由稅收支持（雖然主要由地方稅收支援，但任何層級的政府都可能會承擔營運經費）；其次是公共圖書館由一個服務公衆利益的委員會主管；其三是公共圖書館公開予社羣中所有人；其四是任何圖書館的使用都是自願的，無人會被強制使用其服務；最後是公共圖書館的基本服務應該是免費的。
很多國家均有提供公共圖書館服務，這項服務亦被視爲是建立一個受教育及有文化羣體的重要部分。公共圖書館應該與學術圖書館、學校圖書館或其他提供特殊服務圖書館區別開來，因爲公共圖書館應致力於向大衆提供資訊，而非向特定的學院、機構、研究人士服務。公共圖書館亦提供各種服務予不同人羣，如給予學前兒童的故事角；寧靜的自修、工作空間予學生或者專業人士；推廣欣賞讀書的讀書會等。公共圖書館多數會「出借」書籍或其他材料予借閱者，亦會提供不供出借的參考資料，以及電腦和互聯網服務予讀者。

## 概況

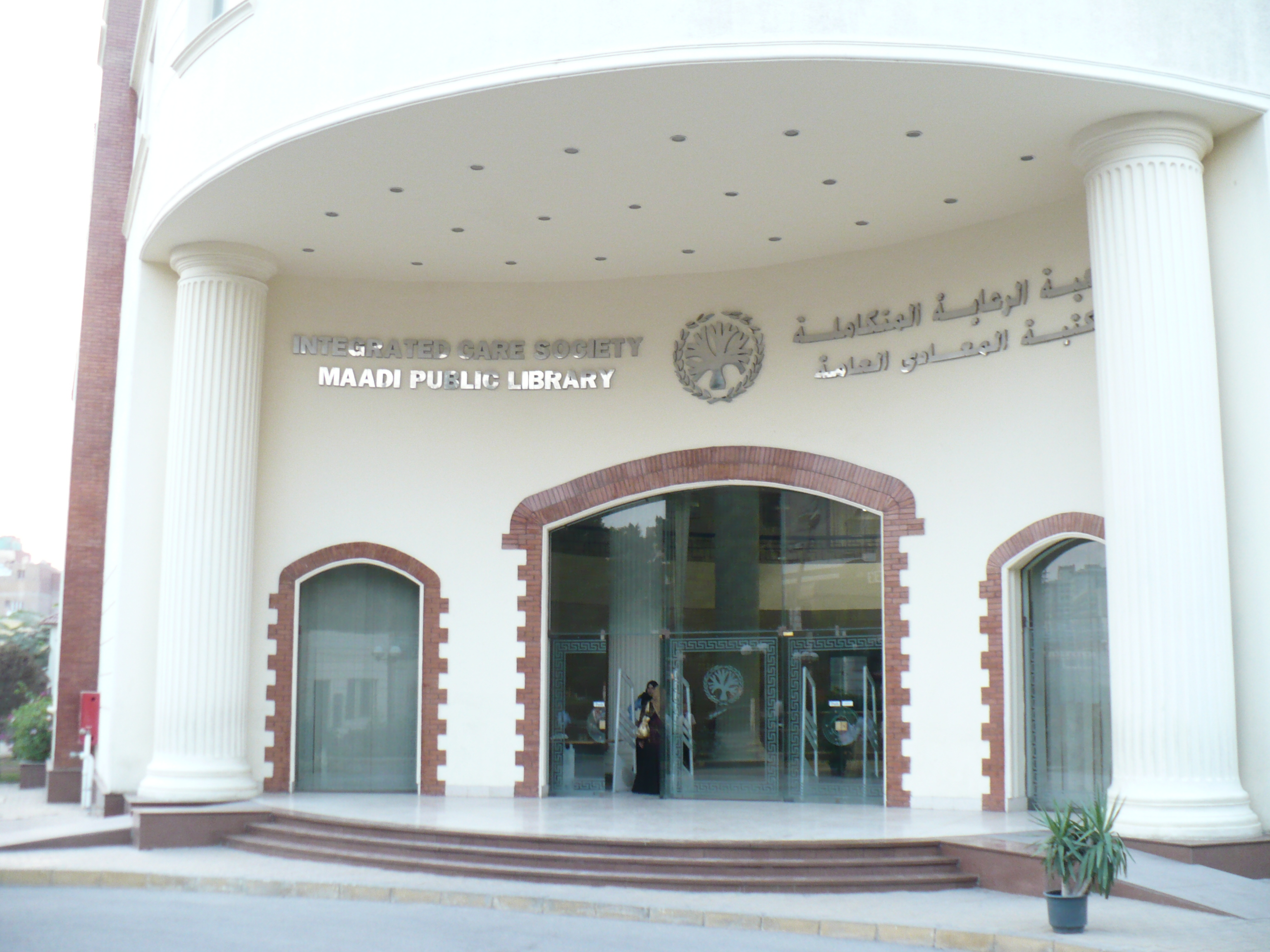
一所在埃及馬底的公共圖書館。

當今公共圖書館的形式，是經過幾個世紀的技術和社會演變累積而成的。出版技術如活字印刷術、印刷機、紙張、油墨，以至是出版和發布，改變了資訊的傳遞方式。冒升的中產階層對於知識、資訊的渴求非常殷切；商業活動的頻繁、新價值意念的出現、人口和識字率的上升亦對公共圖書館的建設有重要的影響。
使公衆接觸書本並非近代概念。古羅馬人在其浴場的一些乾燥房間提供卷軸予浴場的贊助人閱讀，這項做法亦慢慢在羅馬帝國的不同地區普及，使圖書館得以建立。
在19世紀中葉，關於推動建立由稅收支援、國家的公共圖書館呼聲在英國日漸興盛，馬修·巴特爾斯（Matthew Battles）曾經說：

在階級矛盾和經濟驚慌的年代，國內進步的精英階層發現在平民階層的生活中缺乏了文化和知識的生活，爲此建立公共圖書館的運動遍佈英國。
公共圖書館主要由一筆來自教區、教會、學校或者市鎮的捐獻啓動。這些屬於社羣或者機構的圖書館是當今很多學術或者公共圖書館的基礎。

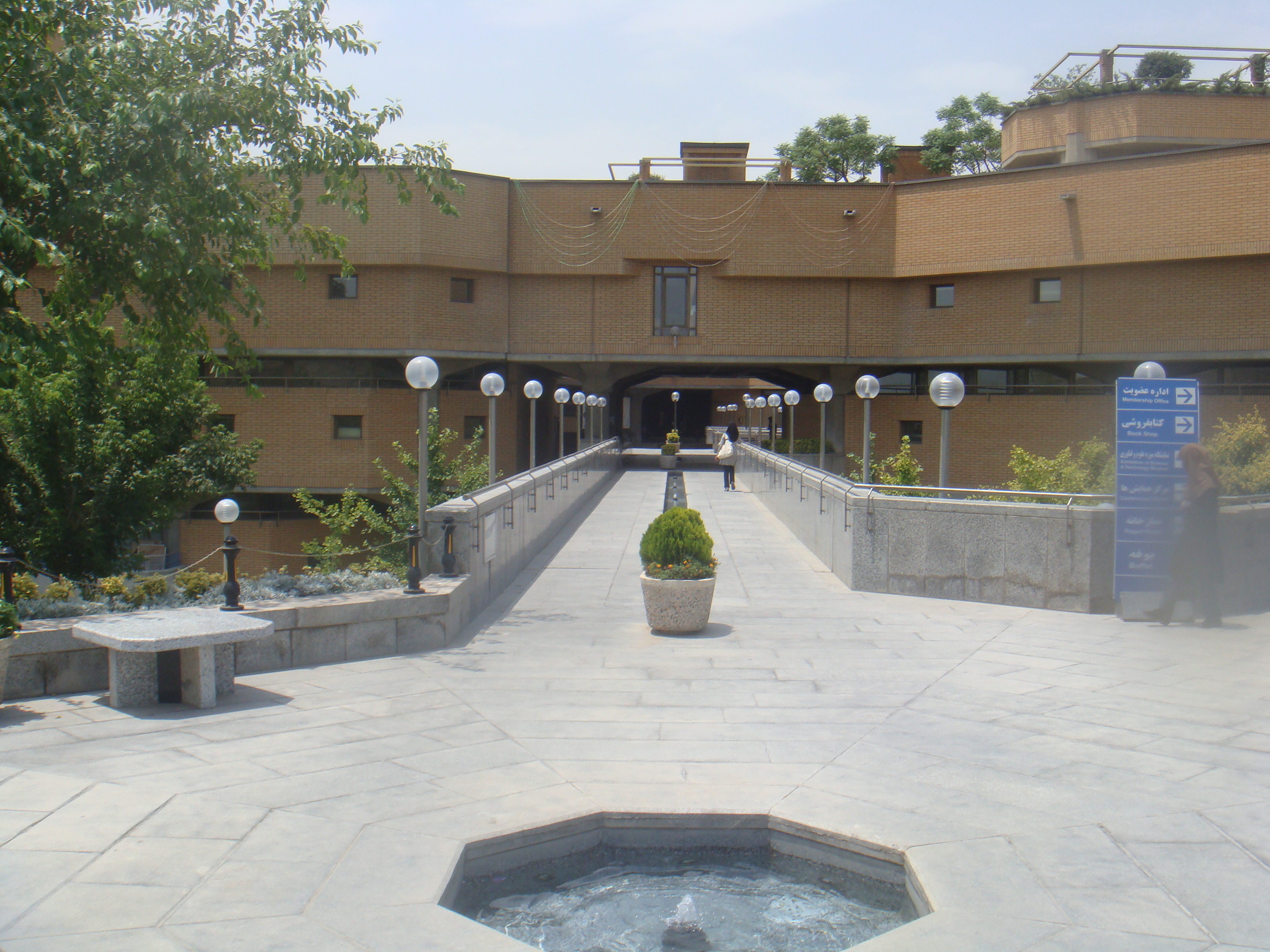
位處德黑蘭的伊朗國家圖書館的大門。

由書商和出版社建立的流通圖書館在18世紀興起，此類圖書館目的是透過書本以獲取利潤，這些圖書館主要設置在社羣的社區中心內。流通圖書館並不單純是爲了出售書籍，亦會出借書本，並收取一定的租金。這些流動圖書館提供了不同種類的資料，包括日漸受歡迎的小說。雖然這些流動圖書館對於社羣相當重要，但是社羣中的中產和上層階級多數看不起這些圖書館，因爲流通圖書館的藏品質素參差，而且目的是爲了出售。
流動圖書館亦會收取一定的訂閱費用，訂閱可能會按年、按季或者按月付款，而不期望訂閱者購買流動圖書館的股份。如此做法協助一些無法購買購買書本的人可以借閱書本。當時書價不斷上升而同時更多書本印製發行，收取訂閱費的做法讓流動圖書館變得相當受歡迎。第一所流動圖書館由小艾倫·拉姆齊在1725年在蘇格蘭的愛丁堡建立。
流動圖書館並非純粹的租借機構，而是一個會提供不同商業活動的地方，這些商業活動不一定與印刷品有關。這對於流動圖書館的生存是非常重要的，因爲來自訂閱者的收入並不足以維持其運行。作爲商業活動，考慮提供不同服務或貨物予訂閱者是重要的行爲。

## 歷史

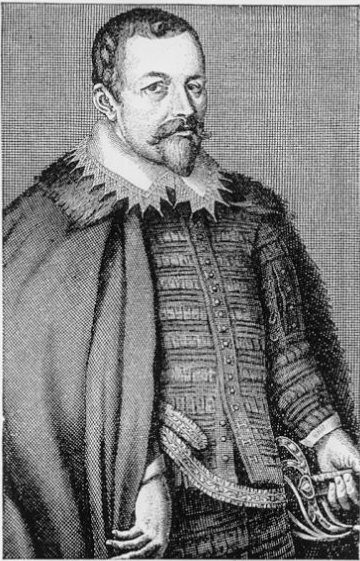
托馬斯·博德利在1602年建立博德利圖書館，是其中一座較為早期的公共圖書館。

歷史家安條克的亞赫雅曾經指出埃及法蒂瑪王朝第六代哈里發哈基姆（996 - 1021年在位）曾經建立向公眾開放的圖書館，包括平民在內的所有人，都可以免費查閱甚至請抄寫員抄錄在其公共圖書館裡面的館藏。 然而這個決定和哈基姆其他的決定一樣，很快就改變這個政策。
而第一所由社區營運的公共圖書館，則是1447年在義大利切塞納建立的馬拉特斯塔圖書館，該圖書館提供包括拉丁語、希臘語和希伯來語的世俗和宗教典籍予公眾查閱。

## 聯合國教科文組織公共圖書館宣言
聯合國教科文組織公共圖書館宣言是聯合國教科文駔之餘1949年測發布的宣言，並於1994年更新。此宣言宣告公共圖書館的角色及任務，同時也確立將公共圖書館是為促進資訊、知識、教育、文化，傳播的重要機構。此宣言包含幾個部鳳，分別是公共圖書館的使命及公共圖書館的原則。

## 各地公共图书馆

### 英國
大英图书馆

### 美國
美国公共图书馆的发展有百余年的历史。第一家免费、面向公众的、由政府税收支持的波士顿公共图书馆于1848年正式建成使用。到1998年，美国已拥有近9000座公共图书馆。“钢铁大王”、慈善家安德鲁·卡内基的捐助，在美国公共图书馆发展的早期（十九世纪末、二十世纪初前后），起了重要的作用。
- 紐約市的三大公共圖書館系統
  - 皇后圖書館
  - 布魯克林公共圖書館
  - 紐約公共圖書館

### 中华人民共和国（中國大陆）
在中国大陸来说，公共图书馆取决于具体城镇的大小及当地政府的投入，图书馆的状况及藏书量相对会有很大的差别。与美国、英国、加拿大、德国等西方发达国家相比，中国大陸的公共图书馆的发展起步较晚，总体来说财政投入匮乏，广大人口中公共图书馆的建设和使用严重落后于发达国家：“据统计，中国大陸平均每46万人口才拥有一家公共图书馆，总共3000家公共图书馆中有600多家全年无一分购书经费，全国人均拥有公共图书馆藏书仅为0.27册。全国公共图书馆持证读者数582万，仅占全国总人口的0.47%，美国这一比例是2／3，英国是58%。美国每1.3万人拥有一家公共图书馆（美国共有近12万个各类图书馆，其中公共图书馆有9445个，大部分在社区乡镇），英国和加拿大每1万人左右拥有一家公共图书馆，德国每6600人一家，奥地利4000人，瑞士3000人”。
据调查，中国大陸“公共图书馆一项，在农村几乎就是空白，普及率仅为5.9％，90.3％的农村居民表示当地没有任何可供借阅图书或音像的公共图书馆。文化体育设施的缺乏使农村居民的业余生活非常单调，影响了生活质量。”
中国大陸的公共图书馆大部分是在省、市、县、乡等地域划分的基础上由政府投资建立的，依次分類為：國家圖書館、省级图书馆、市级图书馆、县级图书馆；城市图书馆、教会图书馆、中小学图书馆、音乐图书馆、青年图书馆、医院图书馆、监狱图书馆、工具书图书馆、盲人图书馆、军队图书馆。
中国大陸第一座对公众开放的图书馆是1929年由中国科学社建造的“明复图书馆”（现为黄浦区明复图书馆）。杭州图书馆是目前中国大陸对读者开放比例最大的公共图书馆，将近90%的面积接待读者。

### 香港

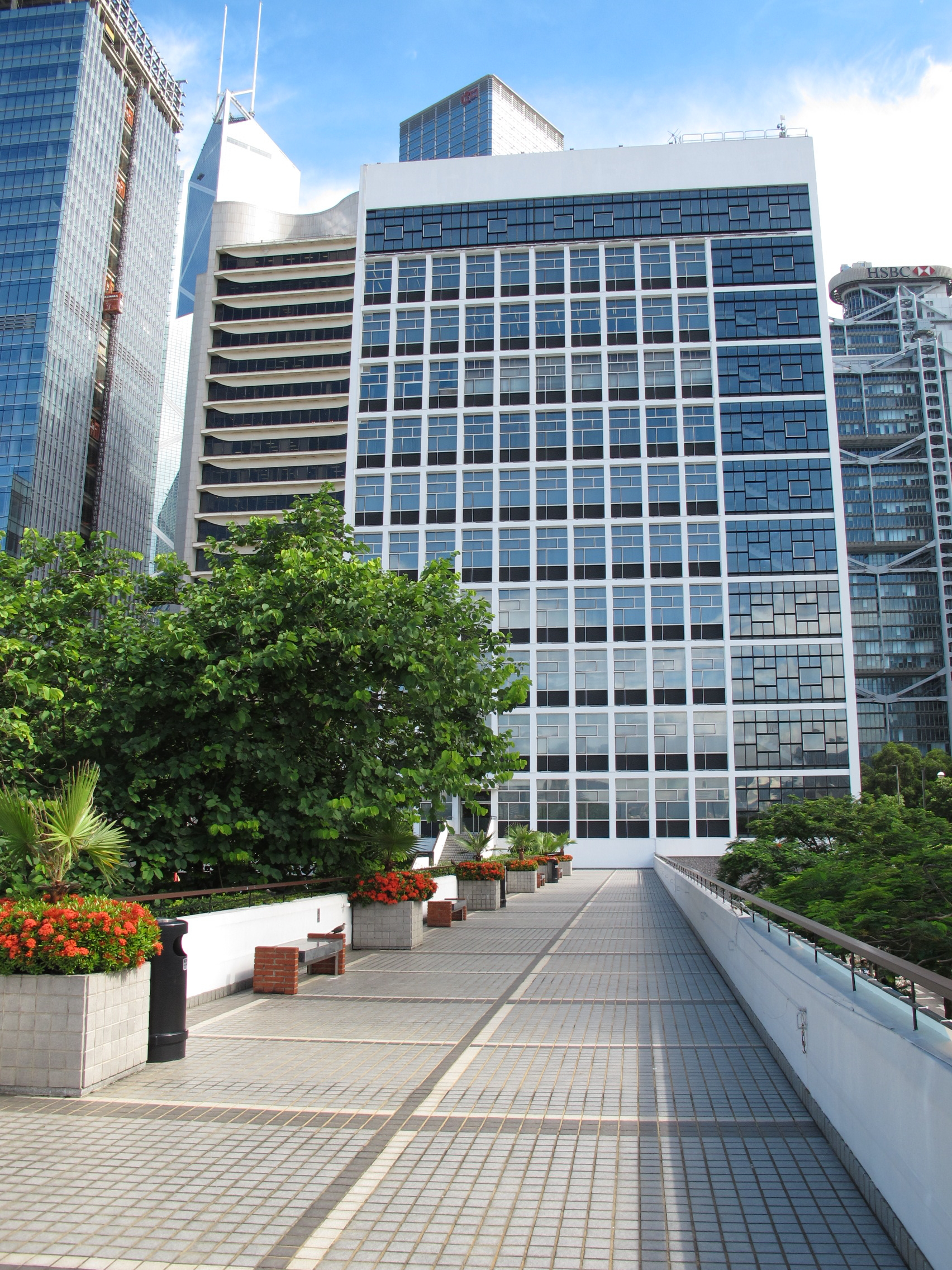
大會堂公共圖書館

香港公共圖書館系統由康樂及文化事務署管理，包括1所大會堂公共圖書館、71所分館和12所流動圖書館，遍佈全香港各區，整個圖書館系統館藏1,490項，另包括報刊、多項多媒體影音資料、唯讀光碟數據庫、微縮資料及地圖。其中總館——香港中央圖書館藏書230萬餘冊。部分圖書館還附有學生自修室。

### 澳門

澳門中央圖書館總館

- 澳門公共圖書館，屬澳門特別行政區政府文化局管理，共有15間中央圖書館及分館，另設有一個專門藏書樓。總館書數量逾105萬（件、種）。[1]

### 新加坡
- 新加坡的公共圖書館隸屬於國家圖書館管理局。

### 中華民國（臺灣）

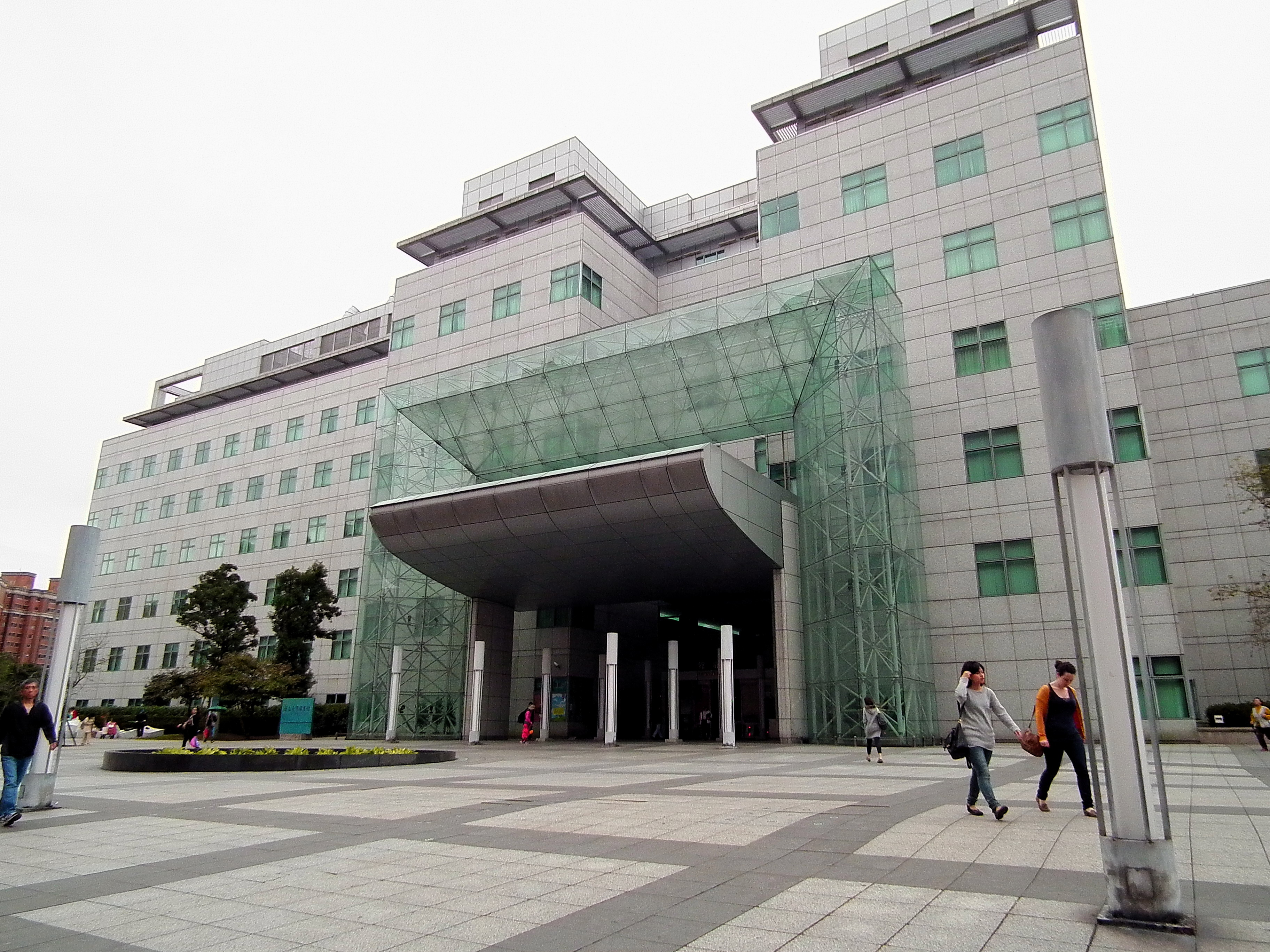
國立臺灣圖書館為中華民國三級機構，隸屬中華民國教育部，位於新北市中和區，無設立分館。圖書館藏書181萬冊

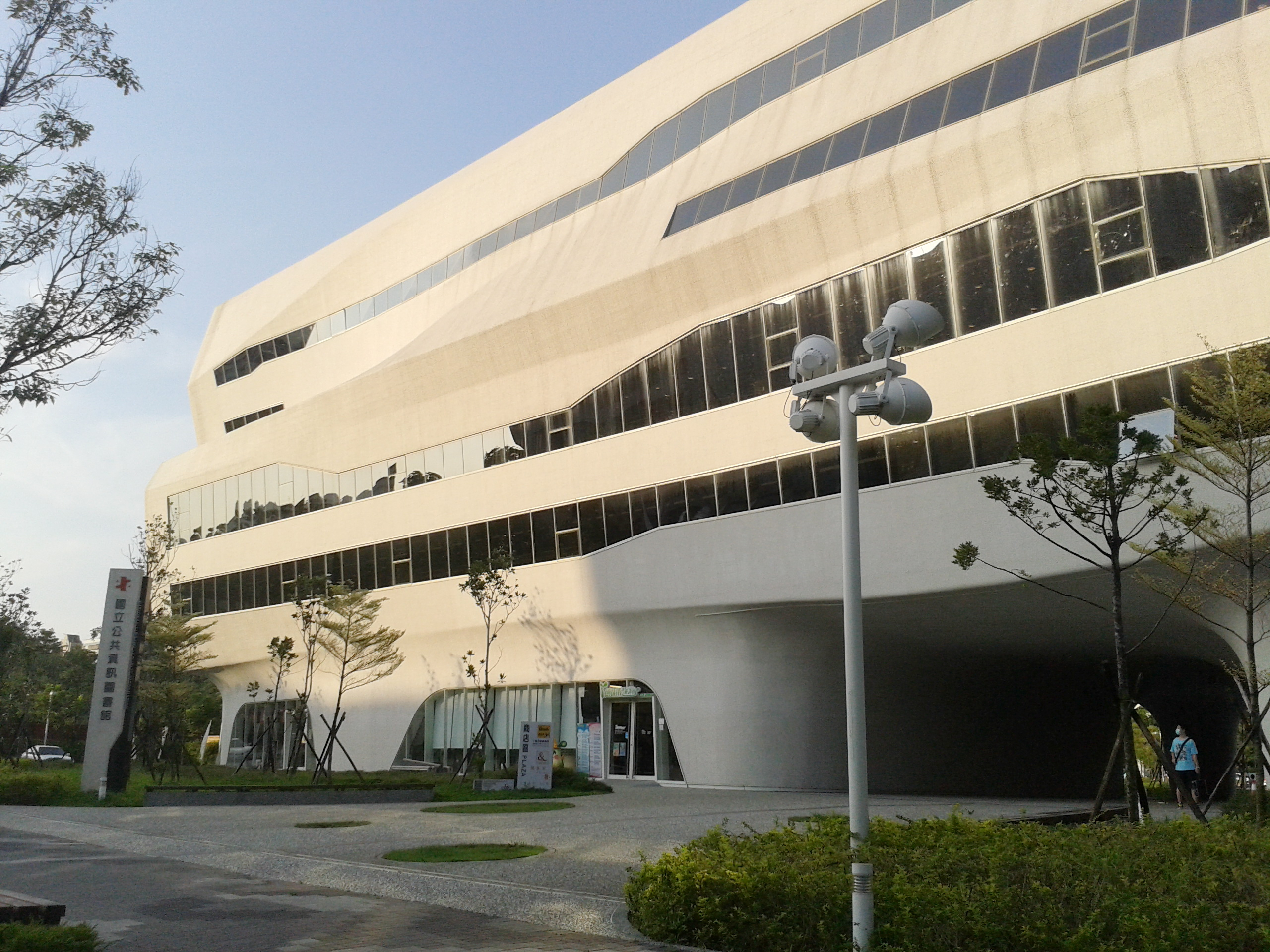
國立公共資訊圖書館為中華民國三級機構，隸屬中華民國教育部，總館位於臺中市南區，並有2間分館位於中興新村與黎明新村。整體圖書館系統藏書137萬冊。

中華民國公共圖書館劃分為4個層級，分別是國立公共圖書館（不包括國家圖書館）、直轄市立公共圖書館、縣（市）公共圖書館、鄉（鎮、市、直轄市原住民區）立公共圖書館。
國立公共圖書館有2所，為教育部所屬；直轄市立公共圖書館有6所，其中除高雄市立圖書館為獨立的行政法人營運外，餘皆由市政府文化局（或教育局）管轄；縣（市）級圖書館有16所，皆由縣政府（文化處或教育處）或文化局管理；鄉（鎮、市、區）立圖書館339所，分館115所，全國公立公共圖書館總共562所（2007年數目）。
2006年館藏總數2771萬冊（件、種），其中包括：圖書2645萬冊、期刊4.7萬種、報紙4,352種、非書資料96.7萬件、電子資源2.6萬種、其他21.7萬種，圖書館工作人員總數為1萬餘人。